# Grylloblatta chirurgica
Grylloblatta chirurgica és una espècie d'insecte gril·loblatodeu de la família dels gril·loblàtids. És endèmica dels Estats Units. Viu en indrets de gran altitud i coves de gel del sud-oest de l'estat de Washington.